# Międzynarodówka Socjalistyczna
Międzynarodówka Socjalistyczna (ang. Socialist International, SI, fr. l’Internationale Socialiste, IS, hiszp. Internacional Socialista, IS) – największa z istniejących obecnie międzynarodówek, skupiająca partie socjaldemokratyczne, socjalliberalne i socjalistyczne. Siedzibą Międzynarodówki Socjalistycznej jest Londyn.

## Historia

### Międzynarodowe organizacje ruchu robotniczego przed 1940 rokiem
Pierwszą międzynarodową organizacją reprezentującą klasą robotniczą było Międzynarodowe Stowarzyszenie Robotników. Międzynarodowe Stowarzyszenie Robotników zostało założone w Londynie dnia 28 września 1864 roku przez grupy polityczne i związki zawodowe o charakterze socjalistycznym i anarchistycznym. Napięcia między rewolucyjnymi anarchistami a umiarkowanymi marksistami doprowadziły do rozwiązania Stowarzyszenia w 1876 roku.
Największą następczynią MSR była Druga Międzynarodówka utworzona w Paryżu w dniu 14 lipca 1889 roku, międzynarodówka ta działała jako stowarzyszenie partii o profilu socjalistycznym. Różnice które powstały w ruchu robotniczym w okresie I wojny światowej doprowadziły do rozwiązania organizacji w 1916 roku.
Podczas spotkania w Bernie w lutym 1919 roku powstała Międzynarodowa Komisja Socjalistyczna, inicjatorami powołania grupy byli zwolennicy reaktywacji II Międzynarodówki. W marcu 1919 roku partie komunistyczne powołały konkurencyjną względem socjaldemokracji Międzynarodówkę Komunistyczną. Partie które nie chciały dołączyć ani do reformistycznej Międzynarodowej Komisji Socjalistycznej ani leninowskiego Kominternu powołały Międzynarodową Wspólnotę Pracy Partii Socjalistycznych (zwana też Międzynarodówką Wiedeńską), do inauguracji nowej międzynarodówki doszło 27 lutego 1921 roku na socjalistycznej konferencji w Wiedniu.
W maju 1923 roku na spotkaniu w Hamburgu doszło do oficjalnego połączenia Międzynarodowej Komisji Socjalistycznej i Międzynarodowej Wspólnoty Pracy Partii Socjalistycznych, w wyniku zjednoczenia się tychże organizacji utworzono nową organizację pod nazwą Socjalistyczna Międzynarodówka Robotnicza.

### Geneza
W 1940 roku zaprzestała działalności Socjalistyczna Międzynarodówka Robotnicza, co było spowodowane wybuchem II wojny światowej. Gdy wojna się kończyła, potrzebna była koordynacja działalności międzynarodową organizacja politycznych ruchu robotniczego. Dlatego w grudniu 1944 zwołano pierwszą Konferencję Partii Robotniczych, w której uczestniczyli delegaci Francuskiej Sekcji Międzynarodówki Robotniczej, Szwedzkiej Socjaldemokratycznej Partii Robotniczej, oraz niektóre partie na uchodźstwie (Polskiej Partii Socjalistycznej, Norweskiej Partii Robotniczej, Belgijskiej Partii Robotniczej oraz Włoskiej Partii Socjalistycznej)
Konferencja w Clacton-on-Sea (maj 1945) uwidocznił się podział na organizacje prokomunistyczne i dążące do odbudowy niezależnej międzynarodówki. Na konferencji w Bournemouth  (3–8 listopada 1946) oficjalnie rozwiązano poprzednie struktury Międzynarodówki Partii Socjalistycznych i Robotniczych.
Konferencja w Antwerpii (21 listopada 1 grudnia 1947) zakończyła się przyjęciem Socjaldemokratycznej Partii Niemiec, mimo niechęci Polskiej Partii Socjalistycznej, Czechosłowackiej Partii Socjaldemokratycznej, Socjaldemokratycznej Partii Węgier, Robotniczej Partii Ziemi Izraela i Bundu. Konferencja zakończyła się utworzeniem Komitetu Międzynarodowej Konferencji Socjalistycznej.
Konferencja w Londynie (20–23 marca 1948) okazała się ostatecznym rozdzieleniem frakcji prokomunistycznej i niezależnej, nakazano także opuszczenie przez Włoską Partię Socjalistyczną Kominformu. Konferencja w Baarn (14–17 maja 1949) utworzyła Unię Socjalistyczną Europy Środkowo-Wschodniej, pod przewodnictwem Zygmunta Zaremby (członka i lidera Polskiej Partii Socjalistycznej).

### Historia

#### Powołanie organizacji
Międzynarodówka Socjalistyczna powstała na I Kongresie w 1951 roku we Frankfurcie nad Menem. Największą rolę w powołaniu Międzynarodówki miała brytyjska Partia Pracy i to właśnie ta partia przez wiele lat w dużym stopniu wyznaczała kierunek organizacji. W latach 80. większe wpływy zdobyli socjaldemokraci z Niemiec, Szwecji i Austrii a tym samym zmalały wpływy socjaldemokratów francuskich i belgijskich
Podstawą nowej organizacji była dotychczas istniejąca COMISCO. Od tego czasu odbyły się aż 23 kongresy IS. Przyjęto tam także deklarację ideową pod nazwą: Cele i zadania demokratycznego socjalizmu, których współautorem był Adam Ciołkosz, lider Polskiej Partii Socjalistycznej. Międzynarodówka w niewielkim stopniu jest kontynuacją wcześniej istniejących; przedwojennej Socjalistycznej Międzynarodówki Robotniczej i działającego od 1947 roku COMISCO (Komitet Międzynarodowych Konferencji Socjalistycznych). Międzynarodówka odwołuje się do tradycji II Międzynarodówki i Socjalistycznej Międzynarodówki Robotniczej.
Na pierwszym kongresie Międzynarodówki uchwalono deklarację organizacji – O celach i zadaniach socjalizmu demokratycznego. Teorią ideową organizacji został socjalizm demokratyczny, który zdaniem autorów deklaracji charakteryzował się; powszechną i pozaklasową demokracją, połączeniem prywatnej własności z państwowym programowaniem, solidarnością społeczną oraz harmonią grupowych i jednostkowych interesów.
Przy Międzynarodówce działała Unia Socjalistyczna Europy Środkowo-Wschodniej, skupiała ona partie socjalistyczne z dziewięciu krajów bloku wschodniego (znajdujące się na emigracji).

#### Działalność Międzynarodówki
Po II wojnie światowej, Międzynarodówka wspomagała grupy socjaldemokratyczne walczące z autorytarnymi rządami państw bloku wschodniego, Portugalii i Hiszpanii. Do Kongresu w Genewie z 1976 roku, Międzynarodówka miała kilku pozaeuropejskich członków i nie prowadziła formalnego zaangażowania w Ameryce Łacińskiej.
Międzynarodówka jest systematycznie powiększana o nowe partie (równocześnie niektóre partie są z tej organizacji usuwane). Na XIV Kongresie w Vancouver w Kanadzie w 1978 roku przyjęto trzech nowych członków MS – Partię Ludowo-Republikańską (Turcja), Ruch Ludowo-Rewolucyjny Salwadoru oraz Partię Pracy Barbadosu. Na XV Kongresie w Madrycie w 1980 roku przyjęto 6 nowych partii – Partię Rewolucji Lutowej (Paragwaj), Partię Lewicy Demokratycznej (Ekwador), Front Postępowy (Górna Wolta, obecne Burkina Faso), Gwatemalską Partię Socjaldemokratyczną, Ruch „New Jewel” (Grenada) oraz Partię Postępowych Socjalistów (Liban). W czasie XV Kongresu statu partii doradczych uzyskały partie tj. Ludowy Ruch Wyborczy Aruby, Ruch Nobo (Antyle) i Zjednoczona Partia Robotnicza Izraela.
Międzynarodówka stanowi centrum koordynacji informacyjnej a do pewnego stopnia ideologicznej światowego ruchu socjaldemokratycznego. Międzynarodówka nie stanowi jednak organu kierowniczego ruchu. Rezolucje Międzynarodówki nie mają mocy obowiązującej partie członkowskie organizacji. Partie skupione w grupie zajmują często odmienne stanowiska w kwestiach ideowych i międzynarodowych.
W 1969 roku partie skupione w MS liczyły 15 milionów członków (w tym 83% z Europy), w latach 80. na partie skupione w MS głosowało 78,5 milionów wyborców (z czego 56 milionów w Europie a więc 31% wszystkich Europejczyków oddawało głos na socjaldemokratów – dla porównania na chadeków zagłosowało 19,5% głosujących, na komunistów 11% a na liberałów 10,7%.
Najbardziej wpływowymi partiami MS były m.in. Szwedzka Socjaldemokratyczna Partia Robotnicza sprawująca władzę przez niemal 50 lat czy Norweska Partia Pracy rządząca nieprzerwanie przez 30 lat. W latach 1945–1970 sześć największych partii MS w Europie zachodniej (UK, Norwegia, RFN, Austria, Dania i Szwecja) łącznie 47-krotnie wzięło udział w wyborach parlamentarnych, w tym w 43 przypadkach partie te zdobył więcej niż 33%, 36 razy przekroczyły barierę 40%.
22 maja 2013 roku, Socjaldemokratyczna Partia Niemiec wraz z kilkoma innymi partiami socjaldemokratycznymi założyła Sojusz Postępowy, nową organizację międzynarodową mającą mieć charakter uzupełniający w stosunku do Międzynarodówki Socjalistycznej.

### Aktywność międzynarodowa MS

#### Kraje Trzeciego Świata
Od lat 70. MS prowadzi ożywioną politykę w krajach Trzeciego Świata. W marcu 1970 roku w Welington utworzono Biuro Koordynacyjne Partii Socjaldemokratycznych Krajów Azji, Australii i Oceanii. Biuro zyskało status autonomicznej organizacji regionalnej Międzynarodówki. Siedzibą biura wybrano Singapur. W 1980 i 1981 roku w Dakarze odbyły się posiedzenia Komitetu Konstytucyjnego Afrykańskiej Międzynarodówki Socjalistycznej, w posiedzeniu udział wzięło sześć partii.
Poszczególne partie międzynarodówki był aktywne w różnych regionach świata, np. partia włoska i austriacka była aktywna głównie na terenie Maghrebu czy Bliskiego Wschodu, partia brytyjska i szwedzka zajmowała się południem Afryki, powiązana z SPD Fundacja F. Elberta działała na terenie Ameryki Łacińskiej a partie australijska i izraelska zajmowała się Azją.
Na XIII Kongresie MS w Genewie w listopadzie 1976 roku podjęto decyzję o zwiększeniu roli Biura Międzynarodówki. Pierwsze posiedzenia zreformowanego Biura odbyło się w Oslo w marcu 1977 roku. Na posiedzeniu w Oslo najwięcej czasu poświęcono na omówienie problemów polityki gospodarczej a głównie polityki zatrudnienia. W kwietniu szefowie rządów wraz z liderami partii centrolewicowych spotkali się w Amsterdamie gdzie przed belgradzkim spotkaniem KBWE, omówiono kwestie polityki odprężeniowej. W czerwcu 1977 roku Biuro obradowało w Rzymie, na posiedzeniu poruszono głównie kwestię rozbrojenia. W październiku Biuro spotkało się w Madrycie, w czasie trwania spotkania wysłuchano sprawozdań przewodniczących Misji Sondażowych Międzynarodowych – na Bliski Wschód (Bruno Kreisky) i Afryki południowej (Olof Palme). Sekretarz generalny Berndt Carlsson zrelacjonował przebieg konferencji specjalnej poświęconej sytuacji w Chile która odbyła się w holenderskim Rotterdamie w sierpniu 1977 roku.
Pod koniec 1977 roku odbyły się dwie konferencje MS – jedna poświęcona problemowi energetycznemu (odbyła się w Marsylii) oraz bezrobociu wśród młodych (w Zurychu). W grudniu 1977 roku odbyła się konferencja przywódców partyjnych w Tokio. Narada w Tokio była pierwszym takim spotkaniem MS poza Europą. W konferencji tokijskiej udział wzięło 77 delegatów z 21 partii socjalistycznych z 20 krajów świata. Celem konferencji było ustalenie kontaktów partii MS z partiami regionu Oceanu Spokojnego i Azji.

#### Działalność rozbrojeniowa
W 1970 roku MS zwołało w Helsinkach konferencję poświęconą sprawom rozbrojenia. W rozmowach udział wzięli przedstawiciele rządów USA i ZSRR. Propozycje MS zyskały poparcie niechętnym socjaldemokratom przedstawicielom ZSRR. Sekretarz Komitetu Centralnego Komunistycznej Partii Związku Radzieckiego Boris Ponomariow stwierdził, że w podejściu do walki o rozbrojenie komuniści i socjaldemokraci zajęli w ostatnich czasach bardzo zbliżone stanowisko[...] różnice ideologiczne nie mogą stanowić przeszkody w takiej współpracy.
W maju 1970 roku Biuro Międzynarodówki utworzyło grupę roboczą ds. rozbrojenia. Do grupy weszli przedstawiciele 11 partii i sekretarz generalny. Na czele grupy stanął przedstawiciel Socjaldemokratycznej Partii Finlandii Kalevi Sorsa. W maju 1979 roku grupa ta spotkała się w Waszyngtonie z prezydentem USA Jimmym Carterem oraz spotkała się z przedstawicielami demokratów i republikanów. W sierpniu 1979 roku grupa odwiedziła Sri Lankę gdzie spotkała się z przewodniczącym Ruchu Państw Niezaangażowanych Ranasinghe Premadasą. We wrześniu 1979 roku przedstawiciele grupy spotkali się w Nowym Jorku z Kurtem Waldheimem i innymi przedstawicielami Organizacji Narodów Zjednoczonych. Grupa zaplanowała też rozmowy z przedstawicielami Chin jednak rząd tego kraju odmówił przeprowadzenia takowych rozmów. Na jesieni 1979 roku delegacja MS złożyła wizytę z ZSRR gdzie spotkała się z Leonidem Breżniewem, spotkanie było pierwszym nawiązaniem kontaktu na linii MS-KPZR.
Sprawozdanie ze spotkań grupy roboczej ds. rozbrojenia było tematem XV Kongresu MS w Madrycie w lutym 1980 roku. W spotkaniu uczestniczyli przedstawiciele 30 partii. Grupa została rozwiązana a w jej miejsce powołano grupę doradczą MS ds. rozbrojenia i kontroli zbrojeń.
9–10 lutego 1978 roku w Hamburgu odbyło się posiedzenie Biura MS. Spotkaniu przewodził Willy Brandt. Na zakończenie spotkania opublikowano oświadczenie na temat metod walki z terroryzmem oraz uchwałę o rozpoczęciu prac nad nowym programem MS. Nowy program miał dostosować założenia „socjalizmu demokratycznego” do zarówno państw wysoko uprzemysłowionych jak i ruchów socjalistycznych z Afryki, Azji i Ameryki Łacińskiej.
12 lutego 1978 roku w Wiedniu odbyła się konferencja MS z udziałem 21 partii socjalistycznych Europy, obu Ameryk, Afryki oraz Azji. Na konferencji dyskutowano nt. sprawozdania Kesiskiego z „podróży informacyjnej” na Bliskim Wschodzie.

## Struktury
Władzę MS stanowi – Sekretariat, Biuro i Rada oraz Kongres. Kongres stanowi organ najwyższy grupy. Kongres zgodnie ze statutem powinien być zwoływany co dwa lata. Konferencja przywódców partii MS powinna być zwoływana raz w roku natomiast posiedzenia Biura i Komisji Finansowo-Administracyjnej co najmniej dwa razy w roku. W czasie pomiędzy kongresami zwoływana jest Rada Międzynarodówki do której należą partie członkowskie (dawniej też Unia Socjalistyczna Europy Środkowo-Wschodniej).
Sekretariat MS znajduje się w Londynie. W przeszłości Sekretariatem kierowali m.in. Julius Braunthal, Albert Carthy, Hans Janitschek czy Berndt Carlsson. Przewodniczącymi grupy byli m.in. Morgan Philips, Alsing Andersen, Brutno Pittermann, Willy Brandt. Innymi zasłużonymi działaczami socjaldemokracji sprawującymi funkcje w MS byli m.in. Olof Palme (odpowiadał za problemy krajów trzeciego świata), Bruno Kreisky (sprawy Bliskiego Wschodu), Francois Mitterand (działalność ogólna Międzynarodówki). Sekretariat MS odpowiedzialny jest za zwoływanie narad eksperckich, konferencji socjaldemokratycznych czy seminarium międzynarodowych. W Londynie najczęściej raz w roku zbiera się Biuro Międzynarodówki.
Początkowo do Biura MS należały partie z Austrii, RFN, Belgii, Francji, Izraela, Holandii, Kanady, Japonii, Skandynawii (partie z poszczególnych państw na zasadzie rotacji), Włoch, Wielkiej Brytanii a jedno miejsce należało do reprezentacji Azji. Na XXI Kongresie z 1972 roku liczbę członków Biura zwiększono do 18. XIII Kongres wprowadził kolejną zmianę na mocy której w Biurze reprezentowane są wszystkie partie członkowskie.
Do 1976 roku istniały trzy kategoria członkostwa w MS: członkostwo pełnoprawne, członkostwo afiliowane (partie takie brały udział w posiedzeniach kierownictwa MS jednak nie mogły głosować) i status obserwatora (partie te mogły uczestniczyć w posiedzeniach kierownictwa za zgodą prezydium MS). Na XIII Kongresie MS z listopada 1976 roku zmodyfikowano statut organizacji, ustanowiono wówczas nowe kategoria członkostwa w grupie – partie członkowskie (mogą one brać udział w głosowaniach i muszą płacić składki członkowskie), organizacje bratnie (mogą one zabierać głos lecz nie płacą składek członkowskich, są to organizacje tj. Międzynarodowa Rada Kobiet Socjaldemokratek, Międzynarodowy Ruch Sokolski, Międzynarodowy Związek Młodzieży Socjalistycznej), partie z głosem doradczym (mogą one wyłącznie zabierać głos) i organizacje stowarzyszone (mogą one zabierać głos, mają charakter regionalny bądź też międzynarodowy).
Organem prasowym Międzynarodówki jest kwartalnik „Socialist Affairs” (do 1970 roku pod nazwą „The Socialist International Information”). Ośrodkiem koordynacyjnym prasy socjalistycznej jest utworzona w 1953 roku Międzynarodowa Federacja Prasy Socjalistycznej i Demokratycznej.
Budżet MS pochodzi ze składek członkowskich partii.
Przy Międzynarodówce działają afiliowane organizacje takie jak Międzynarodowa Rada Kobiet Socjaldemokratek (centrala w Londynie), Międzynarodowy Związek Młodzieży Socjalistycznej (centrala w Wiedniu) czy International League of Religious Socialists. Rada Kobiet organizuje własne kongresy regionalne na obszarze Afryki i Azji. Organizacja prowadzi działalność edukacyjną – przyznaje kobietom z biednych państw stypendia w Europie i USA. Na obszarze Afryki i Azji ale też Ameryki łacińskiej działalność prowadzi też Związek Młodzieży. Związek organizuje tam seminaria, przyznaje stypendia, organizuje obozy międzynarodowe czy organizuje wycieczki do krajów Europy. W pracach MS jako organizacja brata udział bierze Międzynarodowy Związek Nauczycieli Socjaldemokratów, organizacja ta założona została w 1951 roku.
Z MS związana jest Międzynarodowa Konfederacja Wolnych Związków Zawodowych do której należą głównie związki znajdujące się w zasięgu wpływów socjaldemokracji. Wiele partii członkowskich MS sprawje władzę polityczną nad związkami zawodowymi (poprzez m.in. uczestniczenie w ich kierownictwie liderów socjaldemokracji). Partie z Wielkiej Brytanii i Nowej Zelandii tworzą ze związkami swoiste federacje oparte na zasadzie tzw. członkostwa zbiorowego. Dają one przez to centralą związkowym prawo do głosowania na forum partyjnym.

## Ideologia
Według partii założycieli Międzynarodówki, organizacja dąży do zastąpienia kapitalizmu, socjalizmem demokratycznym. W deklaracji odcięto się od idei rewolucyjnych, deklarując ewolucyjno-parlamentarną drogę reform, ma do tego dojść bez walki klasowej.
Od czasu powstania w 1951 roku, Międzynarodówka zakazywała współpracy swoich członków z komunistami. Do liberalizacji stanowiska antykomunistycznego doszło w latach 70. na skutek dyskusji pomiędzy poszczególnymi partiami. Partie z Francji, Hiszpanii, Belgii, Japonii, Włoch i Finlandii opowiedziały się za możliwą współpracą z ruchem komunistycznym natomiast przeciwko takowej współpracy opowiedziały się m.in. partie z RFN, Austrii i Wielkiej Brytanii. W kwietniu 1972 roku na skutek decyzji Biura Międzynarodówki Socjalistycznej w Amsterdamie przyznano partiom członkowskim swobodę współpracy z innymi partiami politycznymi a więc i komunistami.
Zgodnie z tezami stawianymi przez partie skupione w Międzynarodówce. od połowy lat 50. do końca lat 60. rewolucja naukowo-techniczna w krajach kapitalistycznych spowodowała wyeliminowanie przesłanek walki klasowej. Partie skupione w organizacji opowiadają się za więc za bezkonfliktowym przerastaniem kapitalizmu w państwo opiekuńcze.

## Członkowie SI
Do SI należy ponad 160 partii politycznych i organizacji społecznych, m.in.:
- Wielka Brytania: Partia Pracy,
- Socjaldemokratyczna Partia Niemiec,
- Francja: Partia Socjalistyczna,
- Hiszpańska Socjalistyczna Partia Robotnicza
- RPA: Afrykański Kongres Narodowy,
- Portorykańska Partia Niepodległości,
- Polska: Nowa Lewica (wcześniej Sojusz Lewicy Demokratycznej)[35]

## Symbol
Symbolem organizacji jest czerwona róża i ręka zaciśnięta w pięść, która ją trzyma, dwa symbole socjalizmu i ruchu robotniczego.